# Volksbank Vechelde-Wendeburg
Die Volksbank Vechelde-Wendeburg eG war eine Genossenschaftsbank mit Sitz in Wendeburg. Das Geschäftsgebiet der Bank umfasste die Gemeinden Vechelde und Wendeburg im Landkreis Peine in Niedersachsen.

## Struktur
Die Bank wurde im Genossenschaftsregister des Amtsgerichts Braunschweig in der Rechtsform einer eingetragenen Genossenschaft geführt. Rechtsgrundlagen waren das Genossenschaftsgesetz und die durch die Generalversammlung beschlossene Satzung.
Organe waren der Vorstand, der Aufsichtsrat und die Generalversammlung. Die Volksbank wurde durch den Vorstand vertreten. Er leitete die Bank eigenverantwortlich und führte die Geschäfte. Der Aufsichtsrat bestand aus acht Mitgliedern (Stand: 2015).
Zentrales Willensbildungsorgan war die Generalversammlung der Mitglieder. Dort hatte jedes Mitglied eine Stimme, unabhängig von der Anzahl seiner Geschäftsanteile. Der Generalversammlung war der Vorstand und der Aufsichtsrat zur Rechenschaft verpflichtet.
Die Bank war der Sicherungseinrichtung des Bundesverbandes der Deutschen Volksbanken und Raiffeisenbanken angeschlossen.

## Geschichte
Die Geschichte der Volksbank Vechelde-Wendeburg begann im Jahr 1901. Die Volksbank Vechelde hatte ihren Sitz zunächst in Klein Gleidingen. Ein erster Zusammenschluss erfolgte im Jahr 1946 mit der Übernahme der Spar- und Darlehenskasse Wedtlenstedt. Später folgten die Übernahmen der Volksbank Bettmar sowie der Spar- und Darlehenskassen in Vechelade, Vallstedt, Geitelde und Sauingen.
In Wendeburg wurde anfänglich eine landwirtschaftliche Handelsgenossenschaft gegründet. Daraus entwickelte sich ein Spar- und Darlehensverein, der später zu einer Volksbank wurde. Im Jahr 1940 wurde die Spar- und Darlehenskasse Sophiental und 1941 die Gewerbe- und Landesbank Wendeburg übernommen. Im Jahr 2001 fusionierten die Volksbanken Vechelde, Wendeburg und Bortfeld zur Volksbank Vechelde-Wendeburg.
Im Jahre 2016 fusionierte die Bank mit den Volksbanken Wolfenbüttel-Salzgitter und Helmstedt zur Volksbank eG, Wolfenbüttel.